# WebCite
WebCiteは、科学的もしくは教育的なインターネット上の資料を、学者やブロガーなどが引用した際の状態で保存することによって、それらを消失することを防ぐために設立されたオンデマンドのウェブアーカイブサイトである。WebCiteを使用することによって引用した際の状態がそのまま保存されるため、引用後に修正や削除を受けた場合においても、引用元の内容を確認することが可能となる。
2019年7月9日から17日の間に、WebCiteは新しいアーカイブのリクエストの受け入れを停止した。2021年10月27日から2023年6月24日にかけてはアーカイブの利用ができなかったが、現在は再びアクセスできる状態にある。

## 歴史

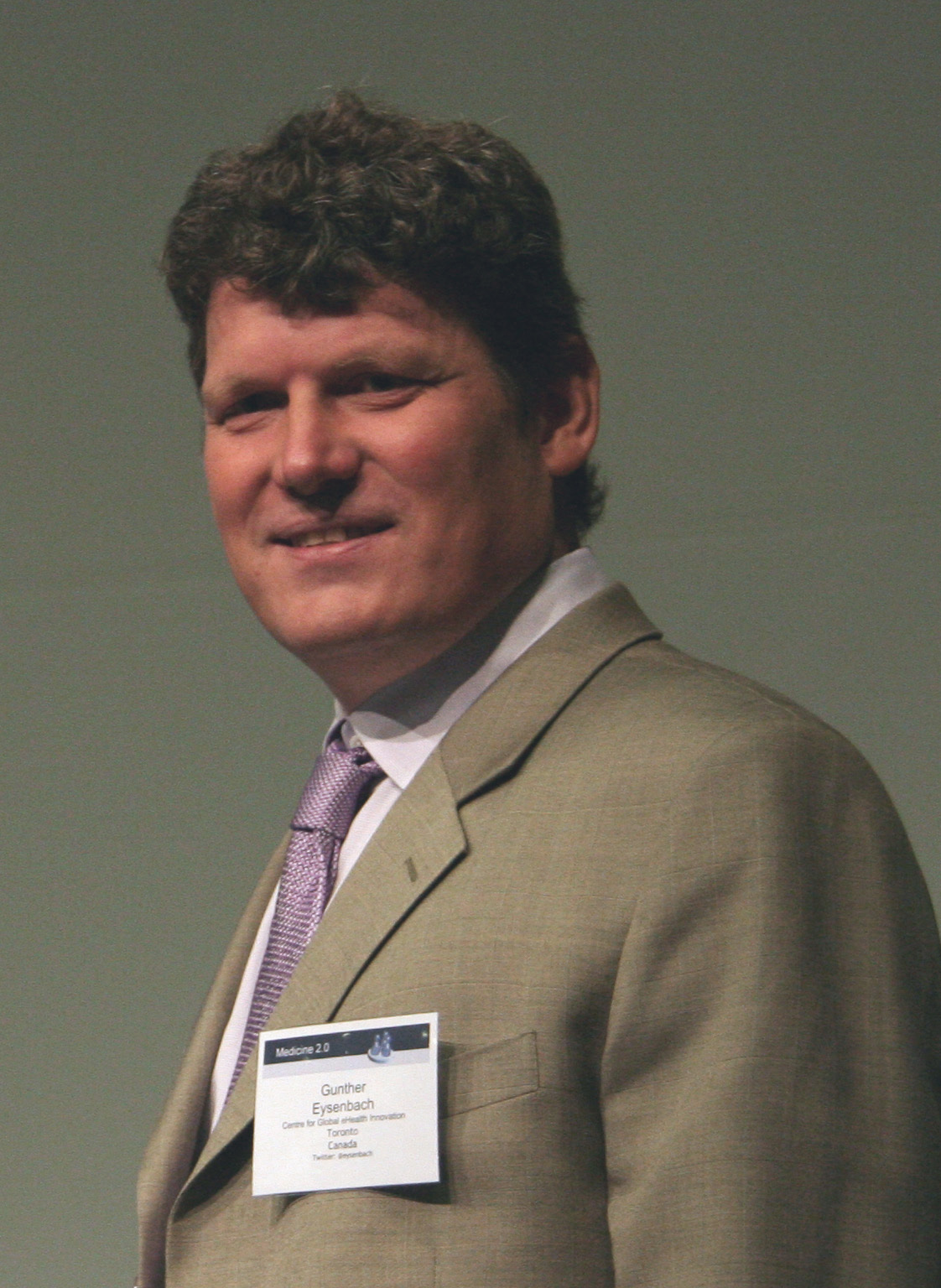
2009年に撮影されたアイゼンバッハ

1997年にグンター・アイゼンバッハによってWebCiteは考案された。彼のインターネットの品質管理に関する記事内においては、先述した特徴に加え引用されたウェブサイトの影響力を計測可能であるとした。翌年の1998年にwebcite.netにおいて試験運用が開始された。WebCiteは各種学術雑誌に向けて、それらに対する引用リンクの自動化ツールを提供し、2008年までにこのツールは200以上の出版団体に受け入れられ、日常的に使用されるとした。
かつてWebCiteは国際インターネット保存コンソーシアム（IIPC）に加盟していたが、脱退した。2012年に創設者のアイゼンバッハはTwitterで「年4000ユーロの支出負担が重すぎた」と説明を行った。
WebCiteは2013年1月からFundRazrにおいて22500ドルを目標とした資金調達キャンペーンを実施し、2013年以降のサービスの維持と近代化に必要な金額であると、運営者は説明を行った。これにはAmazon Elastic Compute Cloudへの移転及び法的サポートの追加も含まれた。

## 著作権問題
WebCiteはアーカイブの著作権について公式FAQにおいて触れており、アーカイブ行為はフェアユース及び「暗黙のライセンス（implied license）」によって合法であると主張している。フェアユースである事由については、そのアーカイブが変革的であり、学術的に価値が高く、市場に対しても被害を与えないことを主張している。
さらにはウェブサイト設置者の定めたrobots.txtに、「do-not-cache」および「no-archive」が指定されていた場合はアーカイブを行わず、既にアーカイブが行われたものについてはオプトアウトが可能であることから問題はないことを記載している。このようにアーカイブが行われないようにする方法を提供していることから、これらを行わないウェブサイトからは「暗黙のライセンス」がなされているため合法であることも主張している。また、2006年に検索エンジンによるハイパーリンクの表示がフェアユースにあたることを示したフィールド対Google事件の判決文を用い、「暗黙のライセンス」についての適法性を主張することも行っている。

### DMCA通告への対応
WebCiteはデジタルミレニアム著作権法に基づくテイクダウン要請を受けた際のポリシーを明確にしている。
テイクダウン要請の適法性を確認したのちに、公衆がアクセス不可能な「ダークアーカイブ（dark archive）」にアーカイブを移行し、公開されないようにする対応をとることとしている。また法的にそのアーカイブが必要とされる場合は有料でアクセスを提供し、価格は5つのスナップショットまでで200ドル、それ以上については10のスナップショットにつき100ドルとなっている。